# Joop Geesink
Johan Louis (Joop) Geesink (Den Haag, 28 april 1913 – Amsterdam, 13 mei 1984) was een bekende Nederlandse filmproducent. Hij is vooral bekend geworden vanwege zijn werk met poppen. Het bekendst is Geesink van zijn creatie Loeki de Leeuw, die van 1972 tot 2004 en sinds 2021 de reclame van de STER opvrolijkt.

## Levensloop
Geesink begon zijn loopbaan als decorontwerper voor Nederlandse theater-revues. Al snel raakte hij geïnteresseerd in film - met name animatiefilm - en samen met Marten Toonder (bekend geworden van de verhalen van Tom Poes en Olivier B. Bommel) richtte hij een filmstudio op.
Toonder hield zich vooral bezig met tekenfilm en Geesink hield meer van poppenfilm. Zo kon hij de sfeer van het theater in het klein nabouwen en laten bewegen. De samenwerking duurde slechts één jaar: van maart 1942 tot maart 1943. De Geesink-Toonder studio werd op verzoek van Geesink op tijd ontbonden, voordat er grote ruzie zou ontstaan. Toonder richtte vervolgens de Toonder Studio's op en Geesink startte zijn Dollywood Studio's (een combinatie van doll, het Engelse woord voor pop, en Hollywood, de filmstudio's in Amerika).
Toen Toonder medio 1949 in financiële problemen kwam, ging een grote groep medewerkers naar de Dollywood Studio's van Joop Geesink. Een van hen was Han van Gelder die zich tot 1951 bezig zou houden met speciale effecten. Han van Gelder had als een gevleugelde uitroep 'asjemenou', die later bij Loeki de Leeuw grote bekendheid zou krijgen. 
In de jaren vijftig trekt de conjunctuur aan en neemt het aantal opdrachten toe. Geesink blijkt op zeer handige en overtuigende wijze klanten te kunnen binnenhalen. Meestal heeft hij een basisidee dat hij verder uitwerkt waarna hij er een klant bij zoekt. Philips blijft een van de belangrijkste klanten en geeft ook opdracht tot het maken van enkele langere animatiefilms (van ca 10 minuten): KERMESSE FANTASTIQUE (1951), LIGHT AND MANKIND (1954), HET VERHAAL MET DE BAARD (1958), PICCOLO, SAXO & COMPANY (1960) en PHILIPS CAVALCADE: 75 YEARS OF MUSIC (1966). Andere belangrijke (inter)nationale klanten zijn onder andere het Nederlands Zuivelbureau, Campari, Ballantine, Mackeson, Otto Versand, Pril, Pré, Knorr, Peter Stuyvesant, North State, Goebel, Coca-Cola en Heineken.

### The Geesink Technique

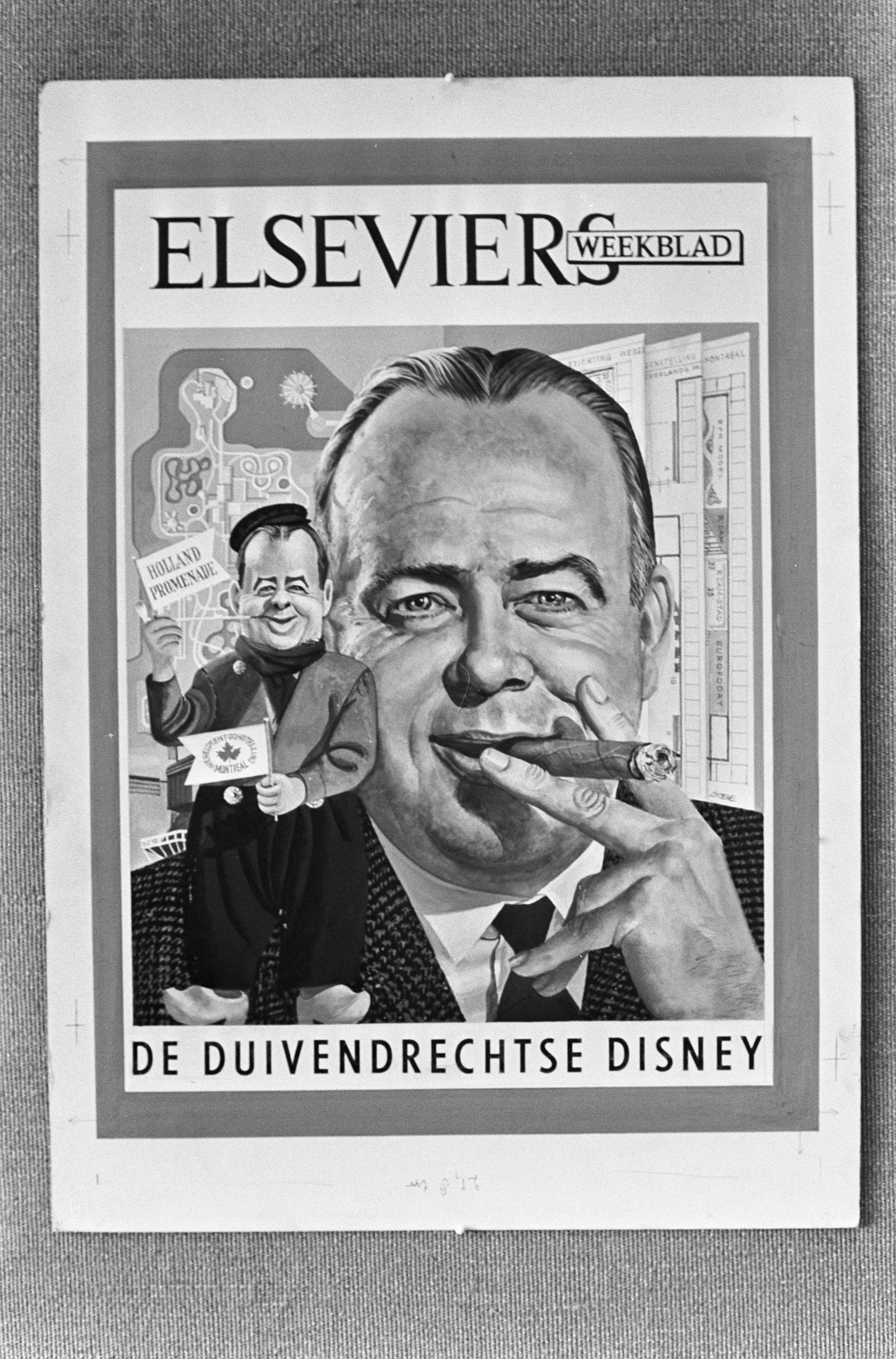
Joop Geesink als "de Duivendrechtse Disney" (Elseviers Weekblad, 1967)

In 1955 breidt Geesink de studio uit met Starfilm onder welke naam alle live action reclameopdrachten worden geproduceerd. Ook opent Geesink agentschappen in twee grote afzetmarkten van zijn bedrijf: Duitsland en Italië. Zestig tot zeventig procent van de producties is voor de buitenlandse markt. In de Verenigde Staten spreekt men inmiddels van ‘the Geesink technique’ die verwijst naar de zeer goed uitgevoerde art direction en professionele animatietechniek. In de film THE TRAVELLING TUNE (1962), in opdracht van Philips, presenteert de studio een nieuwe vorm van animatie die Geesink heeft ontwikkeld: de paperdoll techniek met geanimeerde figuren van papier. Belangrijke factor voor het succes van de Geesink studio is de opkomst van de televisiereclame in de Verenigde Staten, Duitsland, Groot-Brittannië en andere landen. Geesink specialiseert zich in het vertellen van een verhaaltje in de korte tijd van 20 à 60 seconden en weet daarmee de concurrenten voor te zijn. Verkoopcijfers en marketingonderzoeken tonen het commerciële succes van de Geesink reclamefilms aan.
In 1966 bedacht hij Rick de Kikker, een poppenserie voor kleuters. Op 27 april 1966 werd Rick de Kikker voorgesteld aan de pers. Het was aanvankelijk de bedoeling dat Rick de Kikker dagelijks op de televisie zou verschijnen in afleveringen van vijf minuten. Rick de Kikker verscheen uiteindelijk bij de TROS maar niet dagelijks. Er werden 26 afleveringen gemaakt en het programma was een grote publiekstrekker en zeer populair bij kleuters. Het verscheen van oktober 1967 t/m december 1968.

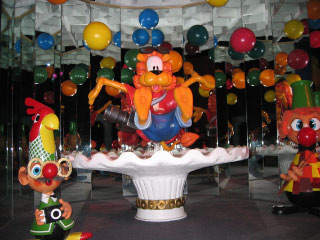
Loekie de Leeuw in het Carnaval Festival in de Efteling

Het is Geesink nooit gelukt om in Nederland een belangrijke producent van televisiereclame te worden. Wanneer de reclame op televisie in 1967 geïntroduceerd wordt heeft Geesink weliswaar 12 van de 38 spots geproduceerd, maar uiteindelijk lukt het hem niet om te concurreren met de kleinere productiebedrijfjes die veel minder hoge vaste lasten hebben. Daarnaast kwam de studio eind jaren zestig in grote financiële problemen door de mislukking van het Holland Promenade project. Dit moest een soort educatief pretpark worden – gesteund door bedrijven als Shell, Philips en Unilever – waarin toeristen kennis maakten met Nederland. Resultaat van deze financiële strop is dat Geesink afstand moet doen van zijn bedrijf. De Geesink studio, met de nieuwe naam Joop Geesink Filmproduktie, wordt in 1972 onderdeel van de Toonder Studio’s die waren gevestigd in Nederhorst den Berg. Daar gaat men door met enkele projecten die nog onder leiding van Joop Geesink gestart waren. Het belangrijkste dat hieruit voortkomt is het figuurtje Loeki de Leeuw dat tijdens de reclameblokken op televisie uitgezonden wordt.
Een creatie van Geesink is de attractie Carnaval Festival in de Efteling, waarbij wederom poppen centraal staan. Op 1 februari 1984 gaf Geesink een persconferentie over de Carnaval Festival. De inmiddels doodzieke Geesink wist voor de opening nog een testrit te maken en bij de informele opening aan het begin van het seizoen aanwezig te zijn. Een maand vóór de officiële opening voor het publiek, overleed hij met dit als laatste nalatenschap.